# Дизайнерска дрога
Дизайнерската дрога е термин, който описва наркотиците, създадени (или продавани, ако вече са съществували) така, че да заобиколят съществуващите закони, обикновено чрез промяна на молекулярната структура на вече съществуващи дроги в различни граници или в намиране на съвсем различни химични структури, които имат същите ефекти като истинската дрога.
Така, например, могат да се създадат и „дизайнерски лекарства“ – чрез промяна на молекулата на веществото така, че да се заобиколи законът за авторското право, или чрез запазване на молекулата на активното вещество, но промяна на останалите около него.